# شور کوت، خیبر پختونخوا
شور کوت (به انگلیسی: Shore Kot) یک شورای اتحادیه در پاکستان است که در ناحیه دیره اسماعیل خان واقع شده‌است.